# Wortham (Teksas)
Wortham je gradić u američkoj saveznoj državi Teksas. Prema popisu stanovništva iz 2010. u njemu je živjelo 1.073 stanovnika.